# Fortitudo (planeta)
Fortitudo (Ksi Aquilae b, HD 188310 b) – planeta pozasłoneczna typu gazowy olbrzym orbitująca wokół gwiazdy Ksi Aquilae (Libertas). Została odkryta 19 lutego 2008. Jej masa wynosi co najmniej 2 masy Jowisza, średnia odległość od gwiazdy 0,58 au, a okres orbitalny prawie 137 dni.

## Nazwa
Nazwa planety została wyłoniona w publicznym konkursie w 2015 roku. Pochodzi ona z łaciny i oznacza „hart”, „wytrzymałość”. Jest to nawiązanie do symboliki orła (gwiazda i planeta znajdują się w gwiazdozbiorze Orła). Nazwę tę zaproponował klub studencki Libertyer z Uniwersytetu Hosei (Japonia).